# Crasnoe
Crasnoe (în limba rusă: Красное (Krasnoe)) este un oraș din Unitățile Administrativ-Teritoriale din Stînga Nistrului, Republica Moldova.
Conform recensământului din anul 2004, populația localității era de 2.981 locuitori, dintre care 938 (31.46%) moldoveni (români), 845 (28.34%) ucraineni si 1.045 (35.05%) ruși.